# Silau Jawa
Silau Jawa is een bestuurslaag in het regentschap Asahan van de provincie Noord-Sumatra, Indonesië. Silau Jawa telt 2282 inwoners (volkstelling 2010).